# 波尔海姆
波尔海姆（德語：Pohlheim，發音：[ˈpoːlˌhaɪ̯m] ⓘ）是德国黑森州吉森行政区吉森县的城市，面积38平方千米，2023年12月31日人口为18,199人。